# Bubber Miley
Bubber Miley, (Aiken, 1903. április 3. – New York, 1932. május 20.) amerikai dzsessztrombitás, kornettes.

## Pályafutása
Tizennyolc hónapos haditengerészeti szolgálat után Miley 1923-tól különböző New York-i dzsesszklubokban játszott, végül Elmer Snowden Washingtonians zenekarában. A zenekart hagyományos felálláságában Bubber Miley-val együtt 1926-ban Duke Ellington vette át, megalakítva az első Ellington Orchestrát. Az 1929-ig tartó években számos klasszikussá vált Ellington-felvétel készült, mint például az „East St. Louis Toodle-Oo” és a „Black and Tan Fantasy”, amelyeket döntően Miley szólói jellemeztek.
Miley, akit alkoholizmusa miatt megbízhatatlannak tartottak, és gyakran elaludt a színpadon is − fellépés közben. 1929-ben otthagyta az Ellington Orchestrat, és a következő két évet King Oliver, Jelly Roll Morton és Hoagy Carmichael együttesével töltötte. Több felvételen is hallható Bix Beiderbecke-kel is.
Bubber Miley és Tricky Sam Nanton harsonás a growl stílust („hörgés”) hozták létre. A trombitaszelepek csak részben vannak lenyomva, miközben egyidejűleg a dugattyút némítja a bal kezével a hangszer előtt. Az így előállított hangok „wah-wah” hatásukkal lényeges elemét képezték az úgynevezett dzsungelstílusnak, amelyről az Ellington Orchestra korai éveiben ismert volt, és amely sikerének nagy része volt.
Miley távozása után Cootie Williams folytatta ennek a játéknak a hagyományát Ellingtonnál. Miley dallami és zeneszerzői tehetsége egyesült azzal a képességével, hogy meghatározott hangszíneket tudott produkálni. Valószínűleg neki van a legnagyobb része az „East St. Louis Toodle-Oo”, a „Black and Tan Fantasy” és a „Creole Love Call” című Ellington-kompozíciókban.

## Lemezek
- https://www.discogs.com/de/artist/307317-Bubber-Miley?srsltid=AfmBOophjCvPb2X_9Ctg4PCcvF8JnP7xfMbqdWZYNjn1rbKroxWHyk53
- https://rateyourmusic.com/artist/bubber_miley